# Namilt (II.)
Namilt (II.) war ein „Hohepriester des Amun“ in Theben während der 22. Dynastie (Dritte Zwischenzeit) um 855 bis 845 v. Chr., sowie von etwa 865 bis 845 v. Chr. Herrscher von Theben und Herakleopolis.
Namilt (II.) war der Sohn von König (Pharao) Osorkon II. und dessen zweiten Gemahlin Djedmutiues. Seine Tochter Karomama II. (Karomat) wurde die Frau von Takelot II. Sein Nachfolger wurde sein Sohn Ptahudjanchef.